# Perito disegnatore tessile
Il perito disegnatore tessile è una figura professionale specializzata nelle discipline della moda e dell'industria tessile.
Il percorso di studi, sviluppato nell'ambito dell'ordinamento scolastico italiano vigente sino alla riforma scolastica Gelmini con le successive equipollenze, si articolava in un biennio comune e un triennio di specializzazione. Il corso di studi è confluito nell'Istituto tecnico tecnologico a indirizzo sistema moda.

## Profilo professionale
Il corso di studi di Perito Industriale per il Disegno dei Tessuti fornisce nozioni per:
- creare il bozzetto con la messa a rapporto dei motivi che compongono il disegno di un tessuto operato;
- eseguire la messa in carta e la nota di lettura per qualunque tipo di tessuto operato e dare le disposizioni tecniche per la fabbricazione;
- creare il bozzetto con la messa a rapporto dei motivi che compongono il disegno di un tessuto stampato, eseguire la selezione dei colori per la realizzazione dei quadri da stampa e predisporre le eventuali sovrapposizioni delle tinte per ottenere ulteriori effetti intermedi e sfumati su tessuto.[3]

## Materie

### III anno
Religione o attività alternative; Lingua e lettere italiane; Storia; Complementi di lingua straniera; Matematica; Chimica e laboratorio; Disegno tessile; Disegno artistico per tessuti; Filatura; Analisi, composizione e fabbricazione dei tessuti; Esercitazione nei reparti di lavorazione; Educazione fisica.

### IV anno
Religione o attività alternative; Lingua e lettere italiane; Storia; Matematica; Disegno tessile; Disegno artistico per tessuti; Storia dell'Arte; Analisi, composizione e fabbricazione dei tessuti; Chimica Tessile e laboratorio; Esercitazione nei reparti di lavorazione; Educazione fisica.

### V anno
Religione o attività alternative; Lingua e lettere italiane; Storia; Disegno tessile; Disegno artistico per tessuti; Storia dell'Arte; Analisi, composizione e fabbricazione dei tessuti; Elementi di tintoria e di stampa; Elementi di diritto ed economia; Esercitazione nei reparti di lavorazione; Educazione fisica.